# Léon Gouel
Léon Gouel, né le 7 janvier 1912 et mort le 30 décembre 1988, était un aviateur français.